# 堀ひろ子
堀 ひろ子（ほり ひろこ、本名：堀洋子、1949年4月1日 - 1985年4月30日）は、オートバイレーサー、オートバイ用品店経営者、オートバイ関係書籍執筆者。東京都出身。
1970年代に活躍した女性オートバイレーサー。日本における女性ライダーの草分け的存在。

## 来歴
1970年頃ホンダスーパーカブに乗ったのがきっかけで自動二輪車に興味を持ち、当時は珍しかった女性の大型オートバイ乗りになった。世界25ヶ国4万キロのロングツーリング（1975年マシンはホンダCB750Four）、女性初のロードレース参戦（1976年）、腰山（旧姓今里）峰子と共に出場し完走した鈴鹿四時間耐久レース（1980年・1981年ともにマシンはスズキGSX400E）、同じく峰子と共に走破したガオ経由サハラ砂漠縦断8000キロ（1982年マシンはSUZUKI DR500）など偉業を残す。
1976年の時点では規程によりレースへの参加は男性ライダーに限るとされており、特例的に参戦した堀ひろ子の実績によって後に規程が改められることになった。
並行して、女性ライダーだけのレース「パウダーパフ」の主催（1978年）、女性向けオートバイ用品店「ひろこの」の開店（1979年）、『旅立てバイクツーリング』（1981年、CBSソニー出版）等の執筆活動などを通じ、後進の育成、オートバイ啓蒙にも力を注いだ。
サハラ砂漠縦断から帰国後、翌1983年には峰子と共に写真集出版のためにヨーロッパ5ヶ国をツーリング、1985年4月に中国タクラマカン砂漠冒険ツーリングの準備中に自宅で死去。満36歳没。生涯の愛車はLaverda 1200LTD。

## 著書
- 『オートバイからVサイン』（CBSソニー出版）
- 『オートバイに首ったけ』共著（二見書房）
- 『ゼロハンから始めよう』（CBSソニー出版）
- 『いま、バイク選びに夢中！』（二見書房）
- 『旅立てバイクツーリング』（CBSソニー出版）
- 『僕のバイクをドレスアップ』共著（二見書房）
- 『新オートバイからVサイン』（CBSソニー出版）
- 『オートバイのある風景』（二見書房）
- 『サハラと私とオートバイ』（大和書房・講談社文庫）
- 『RoadStream 空気を振るわせたバイクたち』共著（群雄社出版）
- 『RIDE ON LIFE 堀ひろ子写真集』（CBSソニー出版）
- 『ここが危ない！ゼロハンファミリーバイクの事故に遭わない運転術』（シンコーミュージックエンターテイメント）
- 『風少女のためのバイクライフABC』（双葉社）
- 『バイクが楽しくなる 生き方シリーズ』（ディー・アート）